# Psychophora sabini
Psychophora sabini (soms P. sabinii genoemd) is een nachtvlinder uit de familie van de spanners (Geometridae).
De spanwijdte van deze vlinder is 22 tot 29 millimeter. De grondkleur van de voorvleugel is bruingrijs met diverse donkere bruine dwarslijnen. De achtervleugel heeft dezelfde grondkleur, maar is slechts licht getekend. De tekening is bij veel exemplaren vaag.
De soort gebruikt blauwe bosbes als waardplant. De soort vliegt in een jaarlijkse generatie in juli. De rups is te vinden van augustus tot juni en overwintert. De imago eet nectar van met name stengelloze silene (Silene acaulis).
De soort komt voor in het uiterste noorden van Europa, Azië en Noord-Amerika, inclusief Groenland. De habitat bestaat uit rotsige heide, meestal boven de 1000 meter boven zeeniveau.